# 高知港
高知港，古稱浦戶港，位於高知縣高知市的港灣，管理者為高知縣。是日本港灣法的「重要港灣」、也是日本港則法指定的「特定港」。另外，高知縣政府也指定高知港為一級防災據點港

## 概要
高知港位於土佐灣中部。設施主要位於浦戶灣，但新建的高知新港則直接面向土佐灣。自土佐國稱其為浦戶港以來，就是該國重要的門戶。《土佐日記》的作者紀貫之從靠近該港的大津市舟戶啟程、在浦戶港停泊後前往京都。1938年（昭和13年）4月1日，浦戶港依照關稅法開埠，並改名為「高知港」。
高知港隨著高知市發展，在昭和初期成為工業品的中心，貨運量也隨之增加。並在1935年11月28日土讚線竣工前，為高知縣的對外門戶。直到2005年6月前，連接大阪和高知的物流動脈大阪高知特急渡輪，也在此港停靠。
截至2019年，高知新港沒有任何客運渡輪定期停靠。但國際遊輪會不定期停靠外；也會有貨櫃船定期與韓國釜山港連接。

## 主要設施

### 弘化台地區、潮江地區、港町地區
過去營運航線
- 大阪高知特急渡輪（日语：大阪高知特急フェリー）（2005年6月30日停班）
  - - 大阪南港

週邊路線
搭乘土佐電交通的棧橋線至「棧橋通5丁目站」下車，步行幾分鐘即可抵達。有停車場。

### 高知新港（三里地區）
- 遊輪碼頭

過去營運航線
- Marine Express（日语：マリンエキスプレス）（2005年6月12日停班）
  - - 細島港（日语：細島港）
  - - 川崎港（日语：川崎港）
- Blue Highway（日语：ブルーハイウェイライン）的Sunflower Kuroshio（2001年10月1日停班）
  - - 那智勝浦町
  - - 東京港

## 姊妹港、合作港口
- 蘇比克港（英语：Subic Special Economic and Freeport Zone）（菲律賓 中央吕宋 三描礼士省）- 1998年（平成10年）2月17日
- 青島港（中華人民共和國 山東省）- 1998年（平成10年）4月4日
- 可倫坡港（英语：Colombo Harbour）（斯里蘭卡 西部省 可倫坡）- 1998年（平成10年）4月4日
- 丹戎佩拉港（印度尼西亞 東爪哇省 泗水市）- 1998年（平成10年）5月12日
- 木浦港（大韓民国）- 2007年（平成19年）9月3日

## 外部連結
- 高知港 - 高知県港湾空港局